# Colom imperial de Pickering
El colom imperial de Pickering (Ducula pickeringii) és una espècie d'ocell de la família dels colúmbids (Columbidae) que habita els boscos d'algunes illes petites del Mar de Sulu i a les illes Talaud.